# Eduardo Roberto Stinghen
Eduardo Roberto Stinghen, conegut com a Ado, (4 de juliol de 1946) és un exfutbolista brasiler.

## Selecció del Brasil
Va formar part de l'equip brasiler a la Copa del Món de 1970.